# Literarni kineski
Literarni kineski (ISO 639-3: lzh), jedan od petnaest individualnih kineskih jezika koji pripadaju kineskom makrojeziku. Temelji se na staroj kineskoj gramatici i vokabularu.
16. siječnja 2009. označen je identifikator [lzh].